# Модрича (громада)
Модрича (серб. Општина Модрича) — боснійська громада, розташована в регіоні Добой Республіки Сербської. Адміністративним центром є місто Модрича.